# Metal Gear Solid
Metal Gear Solid (яп. メタルギアソリッド, метару ґіа соріддо) — відеогра в жанрі стелс-екшен. Проєкт створений компаніею Konami та спочатку випущений для консолі Sony PlayStation у 1998 році. Пізніше гра була перенесена на ПК. Це четверта гра у Всесвіті Metal Gear. Продюсер, режисер, геймдизайнер та сценарист гри ― творець серії Хідео Кодзіма.
Сюжетно Metal Gear Solid е прямим продовженням Metal Gear 2: Solid Snake і розповідає про антитерористичну операцію на базі з утилізації ядерної зброї на вигаданому острові Лисого архіпелагу Шедоу-Мозес, захопленому групою солдатів спеціального призначення з підрозділу FOXHOUND. Головний герой гри, Солід Снейк, має проникнути на базу, врятувати заручників і не дати терористам завдати ядерного удару. У Metal Gear Solid були розвинені та доповнені елементи ігрового процесу, які вперше з'явилися в Metal Gear та Metal Gear 2: Solid Snake ― гравець, керуючи Солідом Снейком, повинен провести його повз численних вартових та охоронців, по можливості уникаючи зустрічі з ними і не трапляючись їм на очі. Також героя чекає низка поєдинків із босами. Гра відрізняється складним та багатогранним сюжетом, а також кінематографічністю.
Гра отримала високі оцінки в пресі і була комерційно успішною: було продано понад 6 мільйонів копій, а на Metacritic гра має 94 бали зі 100. Її часто називають однією з найкращих ігор усіх часів, крім того, саме їй приписують популяризацію стелс-екшну як жанру комп'ютерних ігор. Пізніше Konami випустила розширену версію гри для PlayStation та ПК Metal Gear Solid: Integral та ремейк гри для ігрової консолі GameCube.

## Ігровий процес

Снейк здатний виглядати з-за кута, притулившись до стіни. Ця можливість вже стала стандартом де-факто у більшості ігор від третьої особи.

Основи ігрового процесу запозичені з Metal Gear 2: Solid Snake на MSX — тривимірна графіка застосовується для кращої реалізації старих ідей . Гравець, керуючи головним героєм Солідом Снейком, повинен довести його з точки А до точки Б, намагаючись не попадатися на очі патрульним . Патрульні здатні помітити Снейка, не тільки побачивши його: вони можуть почути його кроки або самостійно вистежити його по слідах . Щоб уникнути зустрічі з ними, необхідно використовувати ігрові можливості та здібності протагоніста ― притулившись до стіни, можна визирнути з-за рогу та оцінити ситуацію, залишаючись непоміченою; можна обійти охорону по вентиляційних шахтах; відвернути увагу ворога допоможе стукіт по стіні . Якщо ж Снейк виявлений (потрапив у зону видимості охоронця або камери спостереження), то піднімається тривога, і в локацію безперервно починаються стягуватися ворожі солдати. Розправитися з ними, маючи відповідну зброю, досить просто, але безглуздо, оскільки потік ворогів нескінченний . Єдиний спосіб пройти далі — сховатися десь і почекати, поки зворотний відлік тривоги не досягне нуля . На низькому та нормальному рівні складності у правому верхньому кутку екрана показаний радар — міні-карта, що дозволяє швидко визначати розташування Снейка та вартових.
Як і в попередніх іграх серії, у Снейка є власний інвентар, в який протягом гри додаються всі знайдені предмети, наприклад, картонні коробки (використовуючи їх, герой непоміченим пробирається повз вартові), сигарети (дають можливість виявити інфрачервоні сенсори, але повільно зменшують кількість здоров'я), паяння (відновлюють здоров'я), тощо. буд. Є також широкий вибір зброї, яку Снейк може знайти під час операції: починаючи від пістолета SOCOM та пластикової вибухівки C-4 та закінчуючи снайперською гвинтівкою PSG-1 та переносним зенітно-ракетним комплексом " Стінгер ". Снейк також має можливість битися в рукопашному бою, кидати супротивників на підлогу або, підкравшись ззаду, згорнути шию ворожому вартовому.
Стандартні завдання супроводжуються вирішенням загадок та поєдинками з босами. Кожна битва з босом у цій грі — унікальне завдання з безліччю можливих варіантів рішень, не обов'язково прохідна однією грубою силою. Сюжет та ігровий процес побудовані таким чином, щоб поступово підготувати гравця до зустрічі з новим супротивником, про який можна отримати вичерпну інформацію. Після кожної перемоги над босом Снейк стає сильнішим — у нього збільшується шкала здоров'я та максимальна кількість набоїв, яку він може носити .
Сюжет у цій грі подається через катсцени, а також переговори Снейка з іншими персонажами з пристрою, що називається кодек . Через кодек гравець може отримати підказку від різних персонажів, одержати опис того чи іншого предмета чи зброї, і навіть зберегти гру. Знайомлячись з новим персонажем, Снейк отримує його частоту, налаштувавшись на яку можна викликати персонажа на зв'язок за кодеком .
Крім основного сюжетного режиму, у грі є також безліч тренувальних місій у віртуальній реальності (ВР-місії). У них гравець, керуючи Снейком, має проходити невеликі рівні. Місії розділені на три категорії: тренувальний, тимчасово та зі стріляниною. Загалом у грі кілька десятків ВР-місій.

## Сюжет

### Персонажі
Головний герой гри — Солід Снейк, легендарний солдат, який проявив себе при операціях в Аутер-Гевен і в Занзібарії . Під час місії Снейк отримує підтримку кодеком від різних персонажів. Полковник Рой Кемпбелл є організатором операції проникнення на Шед-Мозес, спочатку замовчує багато деталей операції від Снейка, але згодом розкриває їх. Також підтримку надають доктор Наомі Хантер, медик та експерт з генетики, Наташа Романенко, експерт у галузі ядерного озброєння та роззброєння, інструктор Міллер, який дає поради з виживання у ворожому середовищі, та Мей Лін, яка й створила систему солітонного радара, крім того, Мей Лін забезпечує гравця збереженням гри.
Головний лиходій гри — Ліквід Снейк, генетичний «брат» Соліда Снейка, лідер повсталишого загону FOXHOUND. Його підручними є Декой Октопус, майстер перевтілення, Револьвер Оцелот, любитель стрільби з револьверів і фахівець з допитів й тортур, Психо Мантіс, котрий володіє телепатією і телекінезом, та Снайпер Вульф, зваблива жінка-снайпер і, зрештою, Вулкан Рейвен, здоровило родом з Аляски, що володіє гарматою M61 Vulcan та мініганом.
Також важливу роль відіграє Меріл Сільверберг, племінниця (як з'ясовується пізніше, насправді дочка) полковника Кемпбелла, яку взяли в полон незадовго до подій гри через те, що вона не захотіла брати участь у збройному повстанні FOXHOUND; доктор Хел Еммеріх, також відомий під прізвиськом «Отакон», боягузливий і наївний, але добрий і чуйний вчений, який спроєктував «Metal Gear REX», а також великий шанувальник аніме; і, нарешті, таємничий кіборг-ніндзя на прізвисько Сірий Лис (Грей Фокс), який, за власним твердженням, є ні другом, ні ворогом Снейкові, проте протистоїть членам FOXHOUND, що повстали.
Інші персонажі включають двох заручників: Дональда Андерсона, шефа DARPA, і Кеннета Бейкера, президента Armstech, саме за їх підтримки і був розроблений «Metal Gear REX». Усю операцію Снейка контролює Джим Гаузмен, міністр оборони США, що стоїть над полковником Роєм Кемпбеллом. Крім того, комічним персонажем у грі є Джонні Сасакі, солдат-невдаха, який страждає від діареї.

### Історія
Дія Metal Gear Solid розгортається альтернативною версією нашого світу, основні моменти історії залишені без зміни.
Наприкінці лютого 2005 року група американських спецвійськ із підрозділу FOXHOUND за підтримки особливих, генетично посилених солдатів загону «Сил Спеціального Призначення Наступного Покоління» (англ. Next-Generation Special Forces проводить збройне повстання під час військової демонстрації на острові Шедоу-Мозес (вигаданий острів, що входить до складу Лисих островів поблизу Аляски), місці утилізації атомної зброї. У результаті вони отримують контроль над ядерним арсеналом, а також над «Metal Gear», унікальним меха-роботом гігантських розмірів, здатним запускати ядерні боєголовки. Вимоги терористів є абсурдними — вони хочуть отримати від уряду США залишки «найбільшого солдата в історії», відомого як Біг Босс (англ. Big Boss), погрожуючи Білому дому ядерним ударом.
Легендарний солдат Солід Снейк після подій у Занзібарії став пустельником і проживає на Алясці, проте на прохання свого колишнього командира та старого друга полковника Роя Кемпбелла погоджується брати участь в операції з порятунку заручників та нейтралізації терористів.
Потрапивши непомітно на базу, Снейк приступає до свого першочергового завдання — розшуку двох важливих персон: Кеннета Бейкера і Дональда Андерсона. Зустрівшись з Андерсоном, Снейк дізнається про те, що проєкт «Metal Gear», всупереч його очікуванням, не був згорнутий, і що нова модель розробляється прямо на острові Шедоу-Мозес. Після тривалої розмови Андерсон нібито вмирає від серцевого нападу. Потім, знайшовши другого заручника, Бейкера, герой зустрічається з одним із ключових героїв усієї серії, Револьвером Оцелотом. Після короткого діалогу та нетривалої перестрілки з'являється загадковий кіборг-ніндзя та відрубує Оцелотові руку, після чого ховається. А Бейкер невдовзі помирає від серцевого нападу, як і Андерсон, перед смертю встигнувши розповісти Снейку про створення «Metal Gear REX», і порадивши зв'язатися з дівчиною, Меріл Сільверберг, яку Снейк вже зустрічав, намагаючись визволити Дональда Андерсона з тюремної камери.
Отримавши допомогу від Меріл, Снейк просувається через мінне поле і потрапляє під обстріл танка, керованого Вулканом Рейвеном. Перемігши його, герой прямує до сховища ядерної зброї, де знову стикається з ніндзя-невидимкою. У ході поєдинку з'ясовується, що цей кіборг — старий знайомий, друг і противник Снейка — Грей Фокс (Сірий Лис), який вважався загиблим у Занзібарії. Також Снейк знаходить Хела Еммеріха, також відомого як «Отакон», головного розробника «Metal Gear REX». Отримавши від нього картку четвертого рівня доступу, герой розшукує Меріл та розмовляє з нею в жіночому туалеті. Незабаром герої стикаються із ще одним членом FOXHOUND, Психо Мантісом. Незважаючи на всі телепатичні фокуси супротивника, Снейку вдається здобути над ним перемогу. Пробравшись через печери з голодними вовками, герої зустрічаються зі Снайпером Вульф, яка важко ранить Меріл і використовує її як приманку для Снейка. Снейк розуміє, що єдиний шанс для нього — снайперська гвинтівка, яка розташована практично на самому початку гри. Забравши PSG-1 та повернувшись за Меріл, герой потрапляє в полон.
Потім Снейк вперше стикається з лідером терористів, Ліквідом Снейком. Оцелот намагається катувати Снейка на електричному кріслі: від того, чи здасться Снейк, чи ні, залежить отримання однієї з двох кінцівок гри. У перервах між тортурами Оцелот розповідає герою свою мрію про те, що Росія знову стане великою державою і забирає у Снейка диск із результатами випробування «Рексу». Однак пізніше, за допомогою Отакона або Грея Фокса, Снейку вдається звільнитися. Зустрівшись з Ліквідом, що пілотує вертоліт Hind D, Снейк вступає в бій і перемагає. Тепер шлях героя лежить до підземної бази, де знаходиться «Metal Gear». На шляху до неї він знову сходить у дуелі зі Снайпером Вульфом та вбиває її, після чого продовжує свій шлях. Під час спуску на ліфті з героєм зв'язується інструктор Міллер (Майстер) і говорить Снейкові про те, що Наомі, можливо, є шпигункою. Снейку, який дістався до збройового складу, доводиться знов протистояти Рейвену. Перед смертю той розповідає, що шеф DARPA насправді був Декоєм Октопусом, майстром перевтілень з FOXHOUND, що ще більше заплутує картину.
Нарешті, діставшись до приміщення з «Рексом», Снейк повинен зупинити його запуск, використовуючи спеціальний ключ-карту, який змінює кольори залежно від температури. Використавши його тричі, герой виявляє, що тільки-но особисто запустив «Metal Gear», а не вимкнув, як спершу очікувалося. З ним зв'язується Міллер (Майстер) і розкриває секрет: Ліквід Снейк прикинувся Міллером (Майстром) та весь цей час маніпулював Снейком, щоб отримати доступ до «Metal Gear» та ядерної боєголовки.
Тепер герой б'ється з «Metal Gear Rex» та перемагає не без допомоги Сірого Лиса (Грея Фокса) та, зрештою, жертви. Ліквід розповідає Снейку про нього та своє минуле, розкриває таємницю залишків Біг Боса і викликає на рукопашну дуель. З'ясовується, що Ліквід, як і Солід Снейк — є молодими клонами однієї людини, Біг Босса, створеними як ідеальні солдати, проте Соліду Снейку дісталися домінантні ознаки Біг Босса, тоді як Ліквіду рецесивні, тому за це Ліквід ненавидить Соліда. Як виявляється, Ліквід ненавидить й Біг Боса, оскільки той вважав Ліквіда гіршим за Соліда. Тіло Біг Босса ж було необхідно Ліквіду, аби своїм солдатам його гени і таким чином зробити їх сильнішими. Поруч знаходиться пов'язана Меріл. Залежно від дій гравця під час тортури Меріл виявляється живою або мертвою.
Наприкінці герої знову змушені зустрітися з Ліквідом, який, нарешті, зупиняється і вмирає від серцевого нападу, подібно до Бейкера і лже-Андерсона. Після тривалих розмов по кодеку Снейк дізнається, що в його крові знаходиться вірус FOXDIE, який спричиняє смерть певних людей. Цей вірус йому ввела Наомі, щоб убити як терористів, так і самого Снейка, оскільки хотіла помститися за Грея Фокса (Сірого Лиса), свого опікуна, але дізнавшись, що Снейк не хотів його вбивати, усвідомлює свою помилку. Цей вірус рано чи пізно позначиться на Снейку, і єдине, що він може зробити, — це продовжувати жити, не дбаючи про своє походження або минуле.
Після титрів чути розмову Оцелота і президента (Солідус Снейк, який з'являється в Metal Gear Solid 2: Sons of Liberty) про справжнє значення подій на Шедоу-Мозес. Оцелот згадує, що насправді найгіршими генами мав Солід Снейк, а найкращими — Ліквід.

## Історія розробки
Хідео Кодзима спочатку задумав розробку гри під назвою Metal Gear 3 і випустити її для консолі 3DO Interactive Multiplayer в 1994 году . Концепт-арти за авторством Йодзі Сінкави, що з моменту Metal Gear Solid став незмінним дизайнером персонажів серії, були включені до Policenauts: Pilot Disk від гри Policenauts, втім, невдовзі після виходу першої PlayStation розробку вирішили почати саме під неї, а не під 3DO Interactive Multiplayer.
Після цього Кодзима вирішив перейменувати Metal Gear 3 в Metal Gear Solid, оскільки на Заході попередні дві гри, Metal Gear і Metal Gear 2: Solid Snake для MSX2, не були настільки відомі . Слово «Solid» Кодзима вирішив використати тому, що це перша тривимірна гра серії (одним із значень слова Solid англійською є «тривимірний»), крім того, воно відсилає до Соліда Снейка, головного героя гри.
Безпосередньо процес розробки гри почався в середині 1995 , а метою розробників було створити кращу гру, що коли-небудь виходила для PlayStation . Розробники прагнули зробити гру максимально реалістичною для того часу, щоб вона стала цікавішою та захоплюючою. На ранніх стадіях розробки підрозділ SWAT міста Гантінгтон-Біч консультував розробників з питань про зброю, військову техніку та вибухівку. Експерт зі зброї Мотосаду Морі також виступав у ролі технічного консультанта у дослідженні військової тематики, під час якого розробникам також довелося з'їздити у Форт Ірвін, де проводилися навчання . Кодзіма висловлював думку, що безглуздо робити гру, якщо вона не змушує гравця повірити, що світ справжній, саме тому його команда намагалася опрацьовувати ігровий світ до дрібниць.

## Кінематографічне подання
Усі діалоги у грі, сюжетні та додаткові, повністю озвучені професійними акторами. Це стосується як оригінальної японської версії, і англомовних релізів. Більшість тексту у грі припадає на переговори між Снейком (Акіо Оцука (яп. 大塚 明夫) і Девід Гейтер — японський та англійський дубляж відповідно) та іншими персонажами через пристрій зв'язку під назвою кодек (англ. codec). Гра містить більше чотирьох годин діалогів, які розділені на два CD.
Сюжет відкривається заставками на ігровому рушії . Ці вставки зроблені із застосуванням технології motion capture, різноманітних ракурсів камери та спецефектів. Технічні обмеження платформи призвели до того, що роти персонажів нерухомі під час діалогів, а мова представлена у вигляді невеликого похитування голови. Більш реалістичні заставки з'явилися в продовженні гри Metal Gear Solid 2: Sons of Liberty на PlayStation 2.

### Постмодернізм,символізмта секретні частоти
Однією з найбільш характерних рис проекту та своєрідним почерком Хідео Кодзіми є використання численних алюзій, символів та образотворчих прийомів, що нагадують про постмодернізм . Наприклад, деякі негативні персонажі мають оригінальний зовнішній вигляд і можливості, і, на перший погляд, недоречні в серйозному технотрилері, до якого номінально можна віднести MGS, а скоріше підходять для коміксу або аніме . Крім того, в сюжет гри вплетені як містичні, так і фантастичні складові, незважаючи на очевидний реалістичний сеттинг.
У Metal Gear Solid існує кілька моментів, під час яких ламається четвертий мур ― гра звертається безпосередньо до гравця:
- Психо Мантіс показує кілька трюків, щоби довести свої телепатичні здібності. Він повідомляє гравцеві, чи є у нього на карті пам'яті збереження від інших ігор Konami, рухає джойпад, використовуючи функцію вібрації, і його набагато складніше перемогти, якщо гравець не здогадається переключити маніпулятор на інший слот[6] .
- Необхідну для проходження гри радіочастоту Меріл (140.15) можна дізнатися, подивившись на скріншот зі зворотного боку ліцензійної коробки від гри . Подібний трюк раніше використовувався в Metal Gear 2: Solid Snake на MSX, коли полковник Кемпбелл змінював номер частоти.

- Якщо перед тим, як гравець буде спійманий (і підданий тортурам), зв'язатися з Мей Лін, вона повідомить, що у неї погане передчуття і запропонує зберегтися. Далі за сюжетом Оцелот відкрито говорить про те, що у разі загибелі Снейка під час тортури продовження гри не буде[7] . Насправді сама присутність Мей Лін у грі розбиває четверту стіну, оскільки її основною функцією є збереження гри, про що чітко йдеться під час розмов по кодеку.
- Під час сцени тортури Револьвер Оцелот попереджає гравця не використовувати геймпад із функцією «авто-вогню» (англ. auto-fire), натякаючи, що він може дізнатися про це. Якщо все-таки використати автовогонь, нічого не станеться. Це говорить про те, що Оцелот блефував, або це був просто жарт. У перевиданні MGS: The Twin Snakes, Оцелот також вказуватиме пальцем на гравця з екрану, і говорити він буде набагато суворіше.
- Після першого тортури, коли Снейк перебуває в камері, надходить дзвінок від Наомі. Герой скаржиться на хвору руку (яка, в принципі, повинна хворіти і у гравця[8]), а Наомі повідомляє, що може полегшити біль, після чого включається віброрежим у джойпада, який діє як добрий масаж.
- Під час битви з Мі-24 полковник радить Снейку визначати становище гелікоптера за звуком його гвинта. Однак, якщо поставити монорежим у налаштуваннях звуку, то Кемпбелл та Мей Лін поспівчують гравцю через його нездатність купити телевізор зі стереосистемою.
- Вчитель Міллер іноді дає поради, призначені швидше за гравця, ніж Снейка. Наприклад, він попереджає, що швидкість людської реакції сповільнюється в районі трьох годин ночі (тим самим радячи не грати цілодобово).
- У деяких місцях можна зателефонувати за кодеком на частоту 140.66, і гравець почує радіо з класичною музикою або музикою з попередніх ігор серії. На екрані буде відображатися «Натисніть X для виходу».
- Якщо набрати секретний код під час розмови з Отаконом у лабораторії, то на місці того, як Снейк дзвонить Меріл, гратиме класична музика, а на місці зображення з перешкодами буде уривок із телешоу. Отакон при цьому скаже: "А ти не чув щось на кшталт музики? ".
- Якщо на початку гри набрати за кодеком частоту 140.07, то на екрані кодека з'являться титри і з'являться в пам'яті.
- У центрі лабораторії Отакона на столі можна побачити приставку Play Station. У перевиданні MGS The Twin Snakes на місці PS був Gamecube. Також у перевиданні під час розмови з Отаконом камера покаже фігурки Маріо та Йоші з ігрової серії Маріо. Снейк навіть зверне увагу на них. Якщо стріляти в них, то Йоші скаже своє ім'я, а Маріо відновлюватиме здоров'я Снейка зі звуком отримання життя із Super Mario Bros.

## Інформація про вихід

### Вихід у Японії
Дві версії Metal Gear Solid були випущені в Японії — звичайна версія гри та преміум-версія, що містить гру, футболку, буклет формату А4, наклейки на карту пам'яті, солдатський жетон загону FOXHOUND та CD із саундтреком з оригінальної MSX -версії Metal Gear та Metal Gear 2: Solid Snake . Преміум-версія, що вийшла в Японії, продавалася у срібній металевій коробці. Також була випущена «золота» версія тільки для акціонерів Konami . І звичайна, і преміум-версія вийшли разом із демо Gensô Suikoden II . Головну музичну тему гри написав композитор Таппі Івасе.

### Вихід у Північній Америці
Metal Gear Solid був виданий у Японії на 6 місяців раніше, ніж у Північній Америці . Як наслідок затримки, американська версія гри мала невеликі зміни, внесені під час локалізації, як, наприклад, вибір складності (японська версія була еквівалентна легкої складності американської з можливістю відкрити режим без радара).англ. No Radar)) та " демо-театр " (англ. Demo Theater), в якому можна переглянути всі заставки та розмови по кодеку, а також можливість відкрити смокінг для Снейка та червоний костюм для Грея Фокса. Додавання, внесені до англомовної версії, включаючи англомовний дубляж, з'явилися у Metal Gear Solid: Integral, виданому для PlayStation лише в Японії.
У 1997 році першу та ключову адаптацію сценарію для американської версії Metal Gear Solid на PSX виконав американський перекладач та режисер дубляжу Джеремі Блаустін, адаптувавши військову термінологію та драматичну складову діалогів для західного гравця. Вигадані ним терміни «кодек» або OSP (On-site procurement) згодом запозичувалися такими частинами серії. До 20-річчя річниці виходу Metal Gear Solid Джеремі зізнався, що займався свавільним «покращенням», вносячи коригування до оригінального сценарію Кодзими .

### Вихід у Європі
У Європейському виданні Metal Gear Solid гравці отримали версію, дубльовану мовою їхньої країни. Вона включала демоверсію Silent Hill . Преміум версія була видана і в Європі, хоча її вміст відрізнявся від японської. Вона містила гру, саундтрек, футболку, листівки, солдатські жетони, двосторонній постер та наклейки на картку пам'яті. Солдатські жетони мали схожий дизайн з логотипами Metal Gear Solid і Konami, на відміну від FOXHOUND -дизайну японської версії. Крім того, європейська версія відрізняється від Американської вищим доступним рівнем складності «Екстрим» (англ. Extreme).

## Metal Gear Solid: Integral
Виданий 24 червня 1999 року тільки для Японії, Metal Gear Solid: Integral включав доповнення з американської та європейської версій і додатковий диск з повністю оригінальним змістом.
Новими додаваннями до Integral стали:
- новий рівень складності " Very Easy ", на якому гравцю спочатку давався автомат MP5 з нескінченними патронами та глушником.
- новий костюм для Меріл, по дизайну схожий на костюм Соліда Снейка.
- режими гри " від першої особи " і " Alternate Round " (охоронці ходять іншими маршрутами).
- додаткова радіочастота з повідомленнями від розробників та секретною музикою (140.07).
- гравці могли завантажити дані на PocketStation, щоб пограти у спеціальну місію з Наомі або обмінятися інформацією з іншими гравцями.

Хоча PlayStation — версія Metal Gear Solid: Integral ніколи не була видана за межами Японії, вона була портована на PC для західних ринків. Microsoft Windows -версія Metal Gear Solid, видана в 2000 році в Північній Америці та Європі, насправді створена з Integral і використовує ту ж назву на великому екрані.

### VR Missions
VR-диск, що входить до складу Integral, був виданий як окрема гра для англомовних ринків: в Америці як Metal Gear Solid: VR Missions (видано 30 вересня 1999 року), в Європі як Metal Gear Solid: Special Missions (видано 29 жовтня 1999 року). Європейська версія вимагала оригінальної копії MGS . Цей диск включав 300 тренувальних місій у віртуальній реальності, а також 3 ролика Metal Gear Solid . Новим був і режим Photoshoot, в якому гравець міг робити фотографії Мей Лін і Наомі Гантер. Крім того, у грі була добре захована картинка Metal Gear RAY з Metal Gear Solid 2: Sons of Liberty .

## Оцінка
Metal Gear Solid розійшовся по світу тиражем більш ніж 6 мільйонів екземплярів . Гра часто називалася різними ігровими виданнями однієї з кращих для PlayStation ― наприклад, проект був першим переможцем Platinum Award (отримав усі 4 максимальні бали) журналу Electronic Gaming Monthly, а Російський журнал Країна Ігор поставив йому 9 балів з 10 .
Можливості 3D-графіки та більша ємність формату CD-ROM у порівнянні з форматом картриджа дали можливість створити більш просунуту версію того, що Хідео Кодзіма представив раніше в іграх Metal Gear та Metal Gear 2: Solid Snake . MGS показав, що складну і комплексну історію, що торкається багатьох філософських проблем, можна розповісти не тільки в кіно або літературі, але і в комп'ютерних іграх .
Після першого ролика, показаного на E3 у 1997 році, Metal Gear Solid став однією з найочікуваніших ігор свого часу та очолив чарти продажів у 1998 році .